# 100 mètres masculin aux championnats du monde d'athlétisme 2003
Navigation
Edmonton 2001 Helsinki 2005
L'épreuve du 100 mètres masculin des championnats du monde d'athlétisme 2003 s'est déroulée les 24 et 25 août 2003 au Stade de France à Saint-Denis, en France. Elle est remportée par le Christophien Kim Collins dans le temps de 10 s 07.
79 sprinteurs ont participé aux courses du 100 mètres. La compétition comprenait dix séries qualificatives, quatre quarts de finale, deux demi-finales et la finale courue le lundi 25 août 2003,,,.

## Finale
| Rang               | Athlète          | Pays                       | Temps   |
| ------------------ | ---------------- | -------------------------- | ------- |
| Médaille d'or      | Kim Collins      | Saint-Christophe-et-Niévès | 10 s 07 |
| Médaille d'argent  | Darrel Brown     | Trinité-et-Tobago          | 10 s 08 |
| Médaille de bronze | Darren Campbell  | Royaume-Uni                | 10 s 08 |
| 4.                 | Bernard Williams | États-Unis                 | 10 s 13 |
| 5.                 | Deji Aliu        | Nigeria                    | 10 s 21 |
| 6.                 | Uchenna Emedolu  | Nigeria                    | 10 s 22 |
| —                  | Dwain Chambers   | Royaume-Uni                | DQ      |
| —                  | Tim Montgomery   | États-Unis                 | DQ      |

## Demi-finales
- Courues le lundi 25 août 2003

| Rang | Athlète              | Pays                       | Temps   |
| ---- | -------------------- | -------------------------- | ------- |
| 1.   | Bernard Williams     | États-Unis                 | 10 s 11 |
| 2.   | Uchenna Emedolu      | Nigeria                    | 10 s 15 |
| 3.   | Kim Collins          | Saint-Christophe-et-Niévès | 10 s 16 |
| 4.   | Nicolas Macrozonaris | Canada                     | 10 s 27 |
| 5.   | Eric Nkansah         | Ghana                      | 10 s 39 |
| 6.   | Nobuharu Asahara     | Japon                      | 10 s 42 |
| 7.   | Mark Lewis-Francis   | Royaume-Uni                | 10 s 44 |
| —    | Tim Montgomery       | États-Unis                 | DQ      |

| Rang | Athlète         | Pays              | Temps   |
| ---- | --------------- | ----------------- | ------- |
| 1.   | Darrel Brown    | Trinité-et-Tobago | 10 s 11 |
| 2.   | Darren Campbell | Royaume-Uni       | 10 s 12 |
| 3.   | Deji Aliu       | Nigeria           | 10 s 14 |
| 4.   | Dwight Thomas   | Jamaïque          | 10 s 19 |
| 5.   | Ato Boldon      | Trinité-et-Tobago | 10 s 22 |
| 6.   | Ronald Pognon   | France            | 10 s 25 |
| 7.   | Maurice Greene  | États-Unis        | 10 s 37 |
| 8.   | Sherwin Vries   | Afrique du Sud    | 10 s 41 |
| —    | Dwain Chambers  | Royaume-Uni       | DQ      |

## Quarts de finale
- Courus le dimanche 24 août 2003

| Rang | Athlète             | Pays           | Temps   |
| ---- | ------------------- | -------------- | ------- |
| 1.   | Bernard Williams    | États-Unis     | 10 s 12 |
| 2.   | Sherwin Vries       | Afrique du Sud | 10 s 18 |
| 3.   | Nobuharu Asahara    | Japon          | 10 s 23 |
| 4.   | Aimé-Issa Nthépé    | France         | 10 s 25 |
| 5.   | Leonard Myles-Mills | Ghana          | 10 s 25 |
| 6.   | Matthew Shirvington | Australie      | 10 s 28 |
| 7.   | Gábor Dobos         | Hongrie        | 10 s 34 |
| —    | Tim Montgomery      | États-Unis     | DQ      |

| Rang | Athlète              | Pays              | Temps   |
| ---- | -------------------- | ----------------- | ------- |
| 1.   | Ato Boldon           | Trinité-et-Tobago | 10 s 09 |
| 2.   | Uchenna Emedolu      | Nigeria           | 10 s 13 |
| 3.   | Nicolas Macrozonaris | Canada            | 10 s 16 |
| 4.   | Ronald Pognon        | France            | 10 s 23 |
| 4.   | Dwight Thomas        | Jamaïque          | 10 s 23 |
| 6.   | Patrick Johnson      | Australie         | 10 s 27 |
| —    | Jon Drummond         | États-Unis        | DQ      |
| —    | Asafa Powell         | Jamaïque          | DQ      |

| Rang | Athlète              | Pays              | Temps   |
| ---- | -------------------- | ----------------- | ------- |
| 1.   | Darrel Brown         | Trinité-et-Tobago | 10 s 01 |
| 2.   | Darren Campbell      | Royaume-Uni       | 10 s 14 |
| 3.   | Eric Nkansah         | Ghana             | 10 s 15 |
| 4.   | Mark Lewis-Francis   | Royaume-Uni       | 10 s 18 |
| 5.   | Yeóryios Theodorídis | Grèce             | 10 s 25 |
| 6.   | Michael Frater       | Jamaïque          | 10 s 25 |
| 7.   | Matic Osovnikar      | Slovénie          | 10 s 35 |
| 8.   | Gennadiy Chernovol   | Kazakhstan        | 10 s 42 |

| Rang | Athlète          | Pays                       | Temps   |
| ---- | ---------------- | -------------------------- | ------- |
| 1.   | Kim Collins      | Saint-Christophe-et-Niévès | 10 s 02 |
| 2.   | Maurice Greene   | États-Unis                 | 10 s 04 |
| 3.   | Deji Aliu        | Nigeria                    | 10 s 04 |
| 4.   | Obadele Thompson | Barbade                    | 10 s 14 |
| 5.   | Édson Ribeiro    | Brésil                     | 10 s 28 |
| 6.   | Chen Haijian     | Chine                      | 10 s 32 |
| 7.   | Roland Németh    | Hongrie                    | 10 s 40 |
| —    | Dwain Chambers   | Royaume-Uni                | DQ      |

## Séries
- Courues le dimanche 24 août 2003

| Rang | Athlète              | Pays          | Temps   |
| ---- | -------------------- | ------------- | ------- |
| 1.   | Obadele Thompson     | Barbade       | 10 s 15 |
| 2.   | Yeóryios Theodorídis | Grèce         | 10 s 17 |
| 3.   | Mark Lewis-Francis   | Royaume-Uni   | 10 s 17 |
| 4.   | Jarbas Mascarenhas   | Brésil        | 10 s 36 |
| 5.   | Darren Gilford       | Malte         | 10 s 60 |
| 6.   | Abubaker El Tawerghi | Libye         | 10 s 96 |
| 7.   | Hadhari Djaffar      | Comores       | 11 s 05 |
| —    | Roman Cress          | Îles Marshall | DNS     |

| Rang | Athlète               | Pays           | Temps   |
| ---- | --------------------- | -------------- | ------- |
| 1.   | Bernard Williams      | États-Unis     | 10 s 19 |
| 2.   | Sherwin Vries         | Afrique du Sud | 10 s 20 |
| 3.   | Gábor Dobos           | Hongrie        | 10 s 22 |
| 4.   | Nobuharu Asahara      | Japon          | 10 s 23 |
| 5.   | Souhalia Alamou       | Bénin          | 10 s 46 |
| 6.   | Khalil Al-Hanahneh    | Jordanie       | 10 s 81 |
| 7.   | Patrick Mocci Raoumbé | Gabon          | 11 s 03 |
| —    | Vahagn Javakhyan      | Arménie        | DQ      |

| Rang | Athlète            | Pays         | Temps   |
| ---- | ------------------ | ------------ | ------- |
| 1.   | Patrick Johnson    | Australie    | 10 s 29 |
| 2.   | Michael Frater     | Jamaïque     | 10 s 32 |
| 3.   | Gennadiy Chernovol | Kazakhstan   | 10 s 33 |
| 4.   | Alexander Kosenkow | Allemagne    | 10 s 36 |
| 5.   | Idrissa Sanou      | Burkina Faso | 10 s 42 |
| —    | Machave Maseko     | Swaziland    | DQ      |
| —    | Mohamad Tamim      | Liban        | DQ      |

| Rang | Athlète               | Pays               | Temps   |
| ---- | --------------------- | ------------------ | ------- |
| 1.   | Darren Campbell       | Royaume-Uni        | 10 s 18 |
| 2.   | Nicolas Macrozonaris  | Canada             | 10 s 23 |
| 3.   | Chen Haijian          | Chine              | 10 s 31 |
| 4.   | Kostyantyn Rurak      | Ukraine            | 10 s 46 |
| 5.   | Markus Pöyhönen       | Finlande           | 10 s 63 |
| 6.   | Gian Nicola Berardi   | Saint-Marin        | 10 s 84 |
| 7.   | Reginaldo Micha Ndong | Guinée équatoriale | 11 s 47 |
| 8.   | Devi Bahadur Basnet   | Népal              | 11 s 47 |

| Rang | Athlète              | Pays              | Temps   |
| ---- | -------------------- | ----------------- | ------- |
| 1.   | Darrel Brown         | Trinité-et-Tobago | 10 s 10 |
| 2.   | Édson Ribeiro        | Brésil            | 10 s 20 |
| 3.   | Suryo Agung Wibowo   | Indonésie         | 10 s 64 |
| 4.   | Sayon Cooper         | Liberia           | 10 s 67 |
| 5.   | JJ Capelle           | Nauru             | 11 s 49 |
| 6.   | Kaewanteiti Mwatiera | Kiribati          | 11 s 86 |
| —    | Tim Montgomery       | États-Unis        | DQ      |
| —    | Jamal Abd. Al-Saffar | Arabie saoudite   | DNS     |

| Rang | Athlète          | Pays        | Temps   |
| ---- | ---------------- | ----------- | ------- |
| 1.   | Jon Drummond     | États-Unis  | 10 s 22 |
| 2.   | Aimé-Issa Nthépé | France      | 10 s 30 |
| 3.   | Matic Osovnikar  | Slovénie    | 10 s 31 |
| 4.   | Aziz Zakari      | Ghana       | 10 s 48 |
| 5.   | Chiang Wai Hung  | Hong Kong   | 10 s 70 |
| 6.   | Arben Makaj      | Albanie     | 10 s 87 |
| 7.   | Djikoloum Mobele | Tchad       | 11 s 38 |
| 8.   | Assad Ahmadi     | Afghanistan | 11 s 99 |

| Rang | Athlète               | Pays                        | Temps   |
| ---- | --------------------- | --------------------------- | ------- |
| 1.   | Matthew Shirvington   | Australie                   | 10 s 30 |
| 2.   | Roland Németh         | Hongrie                     | 10 s 37 |
| 3.   | Pródromos Katsantónis | Chypre                      | 10 s 46 |
| 4.   | Salem Mubarak al-Yami | Arabie saoudite             | 10 s 51 |
| 5.   | Serge Bengono         | Cameroun                    | 10 s 56 |
| 6.   | Jack Howard           | États fédérés de Micronésie | 11 s 08 |
| 7.   | Nay Aung              | Birmanie                    | 11 s 37 |
| —    | Dwain Chambers        | Royaume-Uni                 | DQ      |

| Rang | Athlète             | Pays                   | Temps   |
| ---- | ------------------- | ---------------------- | ------- |
| 1.   | Eric Nkansah        | Ghana                  | 10 s 18 |
| 2.   | Maurice Greene      | États-Unis             | 10 s 18 |
| 3.   | Uchenna Emedolu     | Nigeria                | 10 s 22 |
| 4.   | Marc Burns          | Trinité-et-Tobago      | 10 s 28 |
| 5.   | Churandy Martina    | Antilles néerlandaises | 10 s 35 |
| 6.   | Xuan Tran Van       | Viêt Nam               | 10 s 78 |
| 7.   | Mohd Yusof Alias    | Singapour              | 11 s 02 |
| 8.   | Mohammad Shamsuddin | Bangladesh             | 11 s 18 |

| Rang | Athlète             | Pays                       | Temps   |
| ---- | ------------------- | -------------------------- | ------- |
| 1.   | Asafa Powell        | Jamaïque                   | 10 s 05 |
| 2.   | Kim Collins         | Saint-Christophe-et-Niévès | 10 s 09 |
| 3.   | Leonard Myles-Mills | Ghana                      | 10 s 25 |
| 4.   | Anson Henry         | Canada                     | 10 s 33 |
| 5.   | Éric Pacôme N'Dri   | Côte d'Ivoire              | 10 s 38 |
| 6.   | Aaron Egbele        | Nigeria                    | 10 s 43 |
| 7.   | Andre Blackman      | Guyana                     | 10 s 86 |
| 8.   | Zoran Josifovski    | Macédoine du Nord          | 11 s 63 |

| Rang | Athlète                  | Pays                | Temps   |
| ---- | ------------------------ | ------------------- | ------- |
| 1.   | Deji Aliu                | Nigeria             | 10 s 19 |
| 2.   | Dwight Thomas            | Jamaïque            | 10 s 22 |
| 3.   | Ato Boldon               | Trinité-et-Tobago   | 10 s 23 |
| 4.   | Ronald Pognon            | France              | 10 s 26 |
| 5.   | Roger Angouono-Moke      | République du Congo | 10 s 50 |
| 6.   | Sébastien Gattuso        | Monaco              | 10 s 94 |
| 7.   | Jason Molisingi          | Vanuatu             | 11 s 20 |
| 8.   | Somphavanh Somchanmavong | Laos                | 11 s 43 |